# RX J0822-4300
RX J0822-4300 — нейтронная звезда в южном созвездии Кормы, образовавшаяся около 3,7 тысяч лет назад в результате взрыва сверхновой. RX J0822-4300 обладает наибольшей скоростью относительно окружающих её звёзд, среди всех звёзд, для которых в настоящее время определён этот параметр. Скорость, с которой звезда удаляется от точки взрыва сверхновой, оценивается в 1300 км/с.